# Ernstmayria
Ernstmayria es un género de pseudoscorpiones de la familia Neobisiidae.  Se distribuye por Creta.

## Etimología
El género fue nombrado en honor de Ernst Mayr.

## Especies
Según Pseudoscorpions of the World 1.2::
- Ernstmayria apostolostrichasi Ćurčić & Dimitrijević, 2006
- Ernstmayria venizelosi Ćurčić, Dimitrijević, Trichas, Tomić & Ćurčić, 2007

## Publicación original
- Ćurčić & Dimitrijević, 2006: Ernstmayria apostolostrichasi n.g., n.sp. (Neobisiidae, Pseudoscorpiones), a new "living fossil" from Crete, with remarks on evolution and phylogeny of some Aegean false scorpions. Periodicum Biologorum, , vol.108, n. 1, p.37-45.